# Norwood (Kentucky)
Norwood es una ciudad ubicada en el condado de Jefferson en el estado estadounidense de Kentucky. En el Censo de 2010 tenía una población de 370 habitantes y una densidad poblacional de 1.210,66 personas por km².

## Geografía
Norwood se encuentra ubicada en las coordenadas 38°15′8″N 85°36′39″O / 38.25222, -85.61083. Según la Oficina del Censo de los Estados Unidos, Norwood tiene una superficie total de 0.31 km², de la cual 0.31 km² corresponden a tierra firme y (0%) 0 km² es agua.

## Demografía
Según el censo de 2010, había 370 personas residiendo en Norwood. La densidad de población era de 1.210,66 hab./km². De los 370 habitantes, Norwood estaba compuesto por el 95.95% blancos, el 1.08% eran afroamericanos, el 0% eran amerindios, el 0.81% eran asiáticos, el 0% eran isleños del Pacífico, el 0% eran de otras razas y el 2.16% pertenecían a dos o más razas. Del total de la población el 2.43% eran hispanos o latinos de cualquier raza.